# Riforma ortografica tedesca

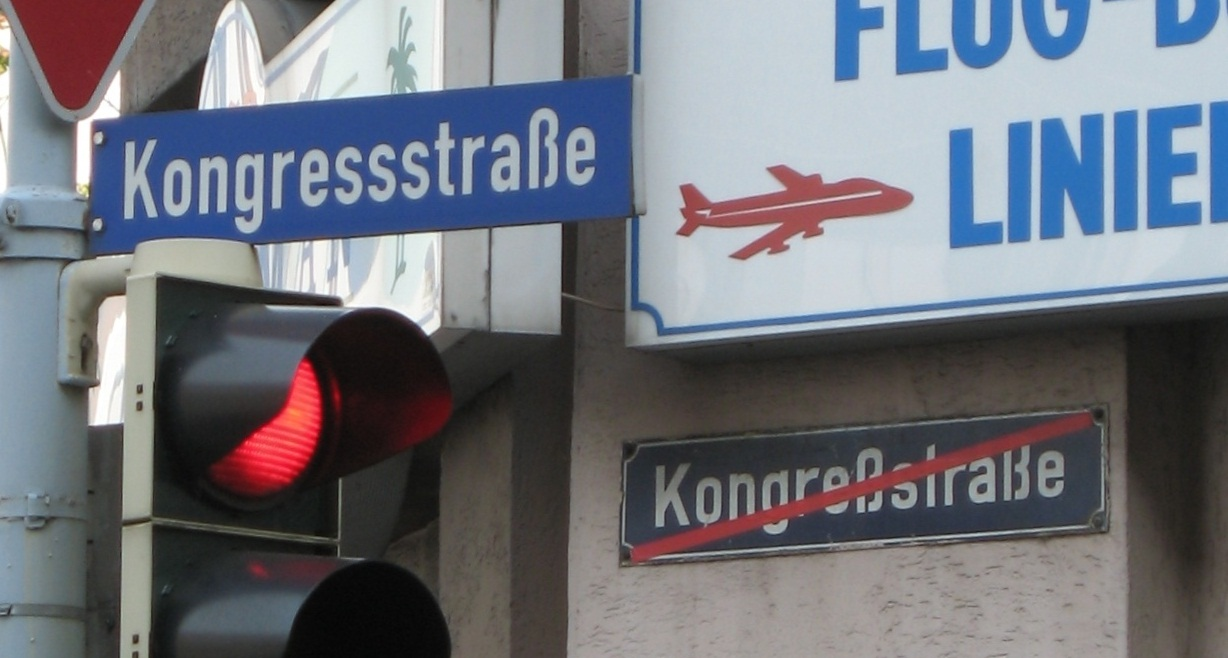
Effetto della riforma: la «via del congresso», Kongressstraße, viene ora scritta con tre s consecutive.

La riforma ortografica (in tedesco Rechtschreibreform), entrata in vigore a partire dal 1º agosto 1996, è il risultato del lavoro di un gruppo misto di ricercatori, comprendente rappresentanti di tutti i paesi di lingua tedesca, che hanno proposto una riforma che semplificasse le regole già esistenti senza introdurre modifiche radicali: sono state quindi ridotte le eccezioni e a chi scrive è stata data la libertà di scegliere la forma ortografica che preferisce. La riforma nasce dalla necessità di fissare delle regole per dare omogeneità all'ortografia della lingua tedesca ed è stata oggetto di severe critiche.

## Storia della riforma
La prima conferenza in cui fu affrontato il problema dell'ortografia tedesca si tenne a Berlino nel 1875 e le conclusioni raggiunte vennero respinte dai paesi che vi avevano preso parte. Dopo questo insuccesso si tennero molte altre conferenze in cui furono presentate proposte di riforma. Le più interessanti si tennero a Vienna nel 1986, nel 1990 e nel 1994: nel corso di quest'ultima conferenza fu proposta la riforma definitiva.
È stato stabilito che nel periodo dalla data di entrata in vigore fino al 31 luglio 2005 fosse ancora accettata la vecchia variante ortografica, pur essendo la nuova normativa materia di insegnamento nelle scuole già dal 1996.

## I sei punti della riforma
La riforma entrata in vigore nel 1996 è suddivisa in sei punti:
- corrispondenza tra suoni e lettere,
- uso di maiuscole e minuscole,
- uso di grafie separate e unite,
- uso dei trattini,
- punteggiatura,
- divisione sillabica di fine riga.

### Corrispondenza tra suoni e lettere
Per corrispondenza tra suoni e lettere si intende la relazione tra fonema e grafema. Ad esempio: Karamel > Karamell, Tip > Tipp, Ballettänzer > Balletttänzer.
Nei primi due casi si è raddoppiata la consonante per segnalare la vocale breve (adeguamento alla regola generale anche nei prestiti adattati), nel terzo invece si è ripristinata la terza consonante uguale di seguito che la vecchia ortografia per motivi estetici non permetteva (mantenimento in composizione dell'ortografia senza modifiche arbitrarie e quindi inutilmente complesse, in questo caso Ballett + Tänzer).
Le parole straniere vengono integrate graficamente, ciò significa che la loro ortografia viene resa uguale alla relazione fonema-grafema delle parole autoctone. Ad esempio: Delphin > Delfin, Joghurt > Jogurt. Questo accade anche per i plurali inglesi: Parties > Partys.
Per far rientrare anche il suono /s/ nella regola generale secondo la quale una vocale prima di una sola consonante è lunga, se dopo due consonanti invece è breve, la "ß" appare solo dopo i dittonghi e le vocali lunghe, come ad esempio außen, grüßen.
Di conseguenza, la doppia "ss" appare invece dopo le vocali brevi, come ad esempio Kuss.
La "e" viene resa con il grafema "ä" se la parola in questione deriva da una forma base con "a". Ad esempio: si scrive ‘behände’ invece di *behende, perché l'aggettivo deriva dalla parola Hand che è quindi la forma base. Questa regola rispetta il cosiddetto Stammprinzip, cioè il principio della derivazione delle parola per facilitare il riconoscimento della parola base (radice) in una parola.
Questo principio non riguarda solo le vocali, ma anche le consonanti; si scrive quindi nummerieren e non numerieren*, in quanto il verbo deriva dalla parola Nummer.

### Uso di maiuscole e minuscole
Devono essere scritti con lettera maiuscola:
- i sostantivi, come ad esempio Hund
- i sostantivi inseriti in costruzioni preposizionali o verbali come in Bezug auf, Rad fahren
- gli aggettivi e i participi sostantivati in costruzioni fisse, come im Allgemeinen, aufs Neue
- i riferimenti a parti del giorno dopo gestern, heute, morgen: gestern Abend
- i sostantivi stranieri come Nouvelle Cuisine
- i nomi delle lingue preceduti da preposizione: auf Deutsch

### Uso di grafie separate e unite
Le costruzioni verbali di due elementi vanno separate, come ad esempio: spazieren gehen, verloren gehen, Rad fahren, kurz treten, nahe stehen.
Anche le costruzioni con il verbo essere (sein) vanno separate: da sein, fertig sein, beisammen sein. 
Anche gli avverbi indefiniti, come ad esempio so viel e wie viel vanno separati (*soviel, *wieviel). 
Le uniche eccezioni sono: irgendwer, irgendwo, irgendwann, irgendetwas, irgendjemand, irgendwie ecc.

### Uso dei trattini
L'uso dei trattini è consentito:
1. nelle costruzioni con cifre, come: 17-jährig
2. nelle frasi infinitive sostantivate come das Auf-die-leichte-Schulter Nehmen
3. eventuali usi dove coesistono 3 vocali consecutive come Kaffee-Ersatz
4. eventuali usi derivanti da anglismi come Job-Sharing

### Punteggiatura
Le frasi con und e oder non devono essere separate da virgola: Der Schnee schmolz dahin und bald ließen sich die ersten Blumen sehen (*Der Schnee schmolz dahin, und bald ließen sich die ersten Blumen sehen).
Le costruzioni composte da verbi pronominali più gruppi infinitivi devono essere separate da virgola: Darüber, bald zu einem Erfolg zu kommen, dachte sie schon lange nach.
Le costruzioni formate da gruppi con infinito e correlati vanno separate da virgola: Die Freunde endlich wieder zu treffen, das war ihr größter Wunsch. 
I gruppi infinitivi tra soggetto e verbo devono essere separati da virgola: Sie, ohne lange zu zögern, ergriff gleich das Wort.

### Divisione sillabica di fine riga
Il gruppo [st] viene separato nell'andare a capo, per cui si ha ad esempio Wes-te, Fas-ten.
Le vocali all'inizio di parola possono essere separate: U-fer, A-typisch.
Il grafema complesso <ck> non viene separato nell'andare a capo, ma va per intero nella nuova riga, ad esempio Zu-cker, Pa-cken.
Più consonanti vengono separate, come ad esempio furcht-bar, Karp-fen.
Per ciò che concerne le parole straniere ci sono due possibilità: o la divisione viene effettuata adattandosi alla lingua originale, oppure adattando la divisione alla regola tedesca. Per cui ad esempio per la parola Signal sono accettate sia la divisione Si-gnal sia la divisione Sig-nal, dove la prima si adatta alla lingua originale e la seconda alla lingua tedesca.